# Trio per a trompa (Brahms)
El Trio per a trompa en mi bemoll major, Op. 40 és una obra de Johannes Brahms composta el 1865 i estrenada aquell mateix any a Zúric. Fou publicada un any més tard al novembre de 1866. El Trio per a trompa fou l'última peça de cambra que Brahms va escriure en els propers vuit anys.
El trio instrumental està format per una trompa natural, un violí i un piano. Tots tres instruments, Brahms els havia estudiat a la infància. Tot el paper de trompa es pot tocar amb la trompa natural, encara que és més comú la interpretació amb trompa de vàlvules, que ja va aparèixer a principi del segle xix.

## Característiques
Està format per quatre moviments, amb més o menys trenta minuts de duració.
- I. Andante
- II. Scherzo. Allegro
- III. Adagio mesto
- IV. Finale.Allegro con brio

Començant per un moviment lent, Brahms imposa un tipus de forma sonata da chiesa lent-ràpid-lent-ràpid:
Va ser revisat per Brahms que va crear una nova versió el 1891. A la primera versió, hi havia la possibilitat de tocar-lo amb violoncel en compte de trompa, i ja en la segona versió, Brahms va fer també una part per viola. Per adaptar el paper a la corda, va escriure material extra per als moments on estava en silenci la trompa o necessitava respirar. Un segle més tard, el 1982 György Ligeti va compondre un trio per a la mateixa formació, un homenatge al pioner Brahms. També està format per quatre moviments: Andantino con tenerezza, Vivacissimo molto ritmico, Alla marcia i Lamento. Adagio.

## Moviments[4]

### I. Andante
Destaca per ser el primer moviment d'apertura de la música instrumental de Brahms que no té forma sonata. També varia el marc global esperat del primer moviment amb la repetició del tema principal, donant forma rondó al moviment. Després d'una secció agitada el moviment s'esvaeix amb una conclusió tranquil·la.

### II. Scherzo. Allegro[7]
El segon moviment és un scherzo animat, amb un interludi inesperadament líric abans que es repeteixi da capo la secció d'obertura. També s'escolten els canvis rítmics subtils entre el temps ternari i binari.
Podem veure que la secció central està basada en una peça per a piano recentment descoberta composta pel mateix Brahms vint anys abans, anomenada Albumblat, en La menor: el 1853, quan viatjava amb Ede Reményi, ambdós van posar petites peces musicals en l'Album Amicorum que pertanyia a Arnold Wehner, director de música de la Universitat de Göttingen. Aquest petit volum conté manuscrits de Robert i Clara Schumann, Felix Mendelssohn, Jenny Lind, Gioachino Rossini, Franz Liszt i altres compositors i músics contemporanis.

### III. Adagio mesto[3]
Hi ha la teoria que el va compondre en memòria de sa mare, Christiane, que havia mort el febrer d'aquell any. De fet, les úniques dos peces que va compondre en aquell moment eren el Rèquiem alemany i el Trio per a trompa. També relacionat amb açò, es diu que la melodia d'una cançó popular alemanya «Dort in den weiden steht ein hans» (Al prat es troba una casa) que Brahms havia après de menut, es teixeix als dos últims moviments per confirmar l'aire d'elegia i nostàlgia. S'ha de dir que Brahms mai ha confirmat aquest fet i que per tant, és difícil de saber amb certesa.

### IV. Finale. Allegro con Brio
El trio en el seu conjunt conclou amb sentit de resolució i un exuberant rondo a 6/8 amb crits de la trompa i brillants passatges de piano. Només s'escolten breus tocs amb harmonies de la nostàlgia de moviments anteriors i el trio acaba amb un acord de Mi bemoll major triomfant.

## El tempo
Brahms tocava de forma lliure, elàstica i expansiva, però, així i tot, hi havia bon balanç general a les interpretacions; és per això que no es pot concebre la interpretació exacta i metronòmica de la seua música. De fet ell mateix parla així de les marques metronòmiques: «bons amics m'han dit que les pose ahí, però jo mai he pensat que la meua sang i un instrument mecànic puguen anar bé junts».